# Theo Luykx
Theo Luykx (Lommel, 14 oktober 1913 - Brussel, 5 november 1977) was een Belgisch hoogleraar, historicus en communicatiewetenschapper.

## Studies en levensloop
Theo Luykx deed de Grieks-Latijnse humaniora in het Jezuïetencollege van Turnhout. Na een voorbereidend jaar (1932-1933) volgde hij de kandidaturen burgerlijk ingenieur aan de KU Leuven (1933-1935). In 1935 stapte hij over naar de RU Gent, waar hij aan de studie geschiedenis begon. In 1938 behaalde hij uiteindelijk via de Centrale Examencommissie het diploma van licentiaat geschiedenis. In 1939 behaalde hij het diploma van kandidaat in de rechten. Op 18 november 1940 werd hij (met professor Frans Ganshof als promotor) aan de RU Gent doctor in de geschiedenis met de verhandeling Johanna van Constantinopel, haar leven, haar regeering.
Tijdens zijn Leuvense studentenjaren werd hij voorzitter voor de gouw Limburg van het Algemeen Katholiek Vlaamsch Studentenverbond (1934-35). In Gent sloot hij zich aan bij radicaal Vlaamsgezinde rechtse bewegingen. Hij werd lid en van 1936 tot 1939 'algemeen leider' van de studentenvereniging van het VNV en was medeoprichter van hun maandblad Volkskamp. Na de inval van de nazi's in Tsjechoslovakije begon hij zich stilaan van het VNV te distantiëren. Hij bleef nochtans na de Duitse bezetting van België (mei 1940) tot in augustus 1940 redactielid van Volk en Cultuur, een tijdschrift van allerlei met de nazi's collaborerende cultuurverenigingen onder de koepel Vlaamsche Werkgemeenschap van Volk en Cultuur. In die redactie ontmoette hij onder meer Jef Van de Wiele en Filip De Pillecyn. Nadien hield hij zich tijdens de oorlog ver van de politiek.
Vanaf september 1939 werkte hij als interimaris-leraar in de Koninklijke Athenea van Antwerpen - Berchem, Mechelen en Brussel.
In 1943 kon hij een jaar aan de slag in de RU Gent als assistent van zijn oud-promotor prof. Ganshof. Hij legde zich toe op de geschiedenis van de middeleeuwen, meer bepaald op de geschiedenis van Vlaanderen.
In 1944 werd hij redactiesecretaris van De Nieuwe Standaard (de opvolger van de onder sekwester geplaatste krant De Standaard) tot De Standaard in 1947 weer in het bezit kwam van de vroegere eigenaars Sap.
In 1948 kon hij opnieuw assistent worden van prof. Ganshof (RU Gent).
Op 28/02/1951 werd Luykx als lector aangesteld aan de faculteit Recht en Criminologie van de RU Gent.
Hij verlegde stilaan zijn belangstelling voor de studie van de middeleeuwen naar de studie van media en politiek. Zo organiseerde hij in de Rechtsfaculteit een vrije cursus 'Perswetenschappen'.
Op 20/03/1954 werd hij aangesteld tot docent. Hij gaf vanaf dan de cursus Parlementaire geschiedenis van België, later aangevuld met Diplomatieke geschiedenis.
Tussendoor was hij ook hoofdredacteur van het Gedenkboek van de Rijksuniversiteit van Gent (1957) en van het Liber Memorialis 1913-1960 (1960), gewijd aan de Gentse professoren.
Op 1 januari 1961 werd hij bevorderd tot gewoon hoogleraar. Hij publiceerde verschillende werken over het thema pers en democratie en werd van 1963 tot 1974 directeur-diensthoofd van het Seminarie voor informatiemedia dat binnen de rechtsfaculteit een nieuwe afstudeerrichting organiseerde: "pers- en communicatiewetenschap", waarvan de eerste diploma's uitgereikt werden in 1964.
In 1972 richtte hij een leerstoel Hedendaagse ontwikkeling van de binnenlandse en buitenlandse politiek op en vanaf 1974 werd hij directeur-diensthoofd van het Seminarie voor de hedendaagse ontwikkeling van de binnen- en buitenlandse politiek.
De faculteit Politieke en Sociale Wetenschappen kwam overigens slechts lang na zijn dood tot stand. Pas in 1992 werd ze een zelfstandige faculteit, los van de Rechtsfaculteit, met drie onderwijs- en onderzoeksrichtingen: sociologie, communicatiewetenschappen en politieke wetenschappen.
Na de Tweede Wereldoorlog hield Luykx zich buiten de partijpolitiek. Hij engageerde zich nochtans inzake het taalstatuut van Brussel en randgemeenten. In de jaren 1970 nam hij deel aan het Overlegcentrum van Vlaamse Verenigingen en in 1977 kantte hij zich tegen het zogenaamde Egmontpact.

## Privé
Theo Luykx was gehuwd met Elza Foncke (Sint-Jans-Molenbeek, 1917 - Jette, 1993), die in 1938 als historica afstudeerde aan de RU Gent en lerares geschiedenis werd aan het Koninklijk Atheneum Laken (het huidige Lyceum Martha Somers).
Zijn zus Antoinette Buckinx-Luykx (Lommel, 1903 - Antwerpen, 1983) was een Vlaamse, katholiek geïnspireerde auteur.

## Publicaties
Luykx publiceerde 21 boeken (en meer dan honderd artikels), waaronder:
- Cultuurhistorische atlas van België, Brussel, Meddens, 1959.
- De grafelijke financiële bestuursinstellingen en het grafelijke patimonium in Vlaanderen tijdens de regering van Margaretha van Constantinopel, Brussel, 1961.
- Politieke geschiedenis van België van 1789 tot heden, Brussel, Elsevier, 1964 (4 uitgaven).
- De eerste gazettiers en hun kranten in de Spaanse Nederlanden, Oudenaarde, Sanderus, 1964.
- Dr. A. Van de Perre en zijn tijd, Antwerpen, 1972.
- Evolutie van de communicatiemedia, Brussel, Elsevier Sequoia, 1978.